# Zeadmete aupouria
Zeadmete aupouria är en snäckart som beskrevs av Powell 1940. Zeadmete aupouria ingår i släktet Zeadmete och familjen Cancellariidae. Inga underarter finns listade i Catalogue of Life.